# Ла-Моранья

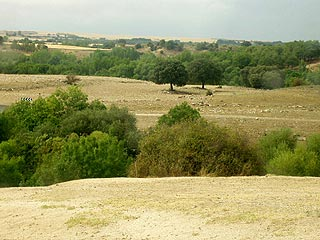

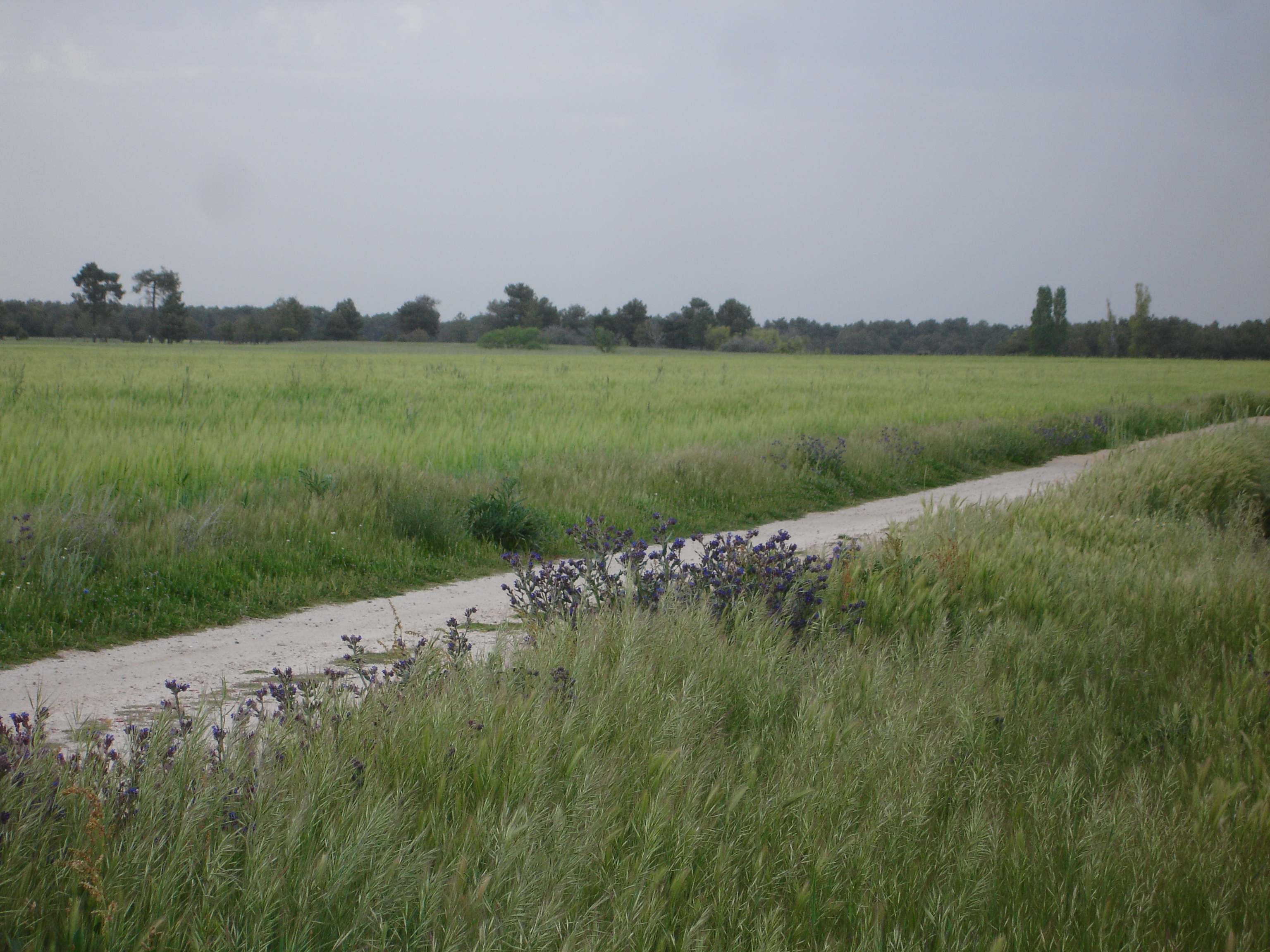

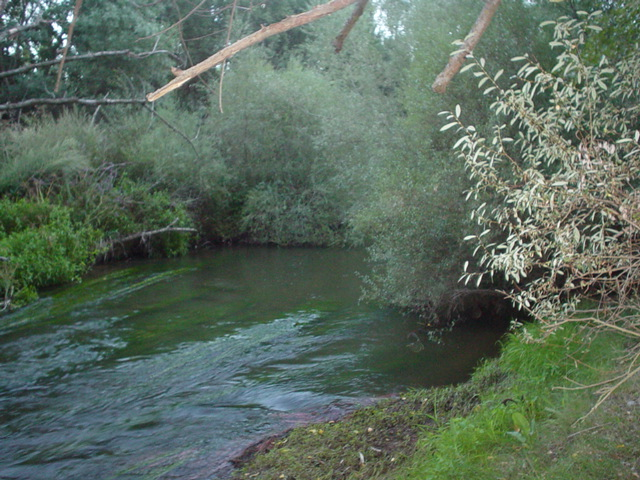
Река Адаха.

Ла-Моранья (исп. La Moraña) — район (комарка) в Испании, входит в провинцию Авила в составе автономного сообщества Кастилия и Леон.

## Муниципалитеты
1. Аданеро
2. Альдеасека
3. Аревало
4. Барроман
5. Бернуй-Сапардьель
6. Берсияль-де-Сапардьель
7. Бласконуньо-де-Матакабрас
8. Вильянуэва-де-Гомес
9. Вильянуэва-дель-Асераль
10. Виньегра-де-Морания
11. Гутьерре-Муньос
12. Донвидас
13. Донхимено
14. Кабесас-де-Аламбре
15. Кабесас-дель-Посо
16. Кабисуэла
17. Каналес
18. Кантиверос
19. Кастельянос-де-Сапардьель
20. Кольядо-де-Контрерас
21. Констансана
22. Креспос
23. Ланга
24. Мадригаль-де-лас-Альтас-Торрес
25. Мамблас
26. Моралеха-де-Матакабрас
27. Муньомер-дель-Пеко
28. Муньосанчо
29. Нава-де-Аревало
30. Наррос-де-Сальдуэния
31. Наррос-дель-Кастильо
32. Орбита
33. Оркахо-де-лас-Торрес
34. Паласиос-де-Года
35. Папатриго
36. Пахарес-де-Адаха
37. Педро-Родригес
38. Расуэрос
39. Ривилья-де-Барахас
40. Сальвадиос
41. Сан-Висенте-де-Аревало
42. Сан-Паскуаль
43. Сан-Эстебан-де-Сапардьель
44. Санчидриян
45. Синлабахос
46. Сисла
47. Тиньосильос
48. Флорес-де-Авила
49. Фонтиверос
50. Фуэнте-эль-Саус
51. Фуэнтес-де-Аньо
52. Химиялькон
53. Эль-Боодон
54. Эрнансанчо
55. Эспиноса-де-лос-Кабальерос